# Calameuta
Calameuta is een geslacht van  echte halmwespen (familie Cephidae).

## Soorten
- C. antigae (Konow, 1894)
- C. filiformis (Eversmann, 1847)
- C. filum (Gussakovskij, 1935)
- C. haemorrhoidalis (Fabricius, 1781)
- C. idolon (Rossi, 1794)
- C. moreana (Pic, 1916)
- C. pallipes (Klug, 1803)
- C. punctata (Klug, 1803)
- C. pygmaea (Poda, 1761)